# قناة الشرطة
قناة الشرطة هي ممر مائي صناعي في أقصى شمال شرق بغداد، تُضخّ إليها مياه الأمطار بالقرب من حي طارق شمال شرق بغداد، تجري مياهها إلى منطقة الرشاد والعبيدي شرق بغداد. كان مقصد إنشاء القناة أن تكون للتنزه، غيرَ أنها صارت مستنقعاً مسبباً للتلوث.